# Гамбетта, Шуберт
Шу́берт Гамбе́тта (исп. Schubert Gambetta; 14 апреля 1920, Монтевидео — 9 августа 1991, Монтевидео) — уругвайский футболист, защитник, чемпион мира 1950 года. Один из лучших фланговых защитников в истории уругвайского и мирового футбола.

## Биография
Отец Шуберта, Элиас Гамбетта, приехал из Лигурии в начале XX века. Он женился на уругвайке, и в браке родилось много детей, в том числе Шуберт.
В 20-летнем возрасте Гамбетта стал игроком «Насьоналя». Он выступал на позиции правого флангового полузащитника по популярной в те годы схеме с двумя защитниками, тремя полузащитниками и пятью нападающими. В настоящее время эта позиция стала более универсальной и в Южной Америке её традиционно обозначают как «латераль» (фланговый защитник).
С 1940 по 1948 и с 1950 по 1956 год Шуберт Гамбетта выступал за «Насьональ», став за это время чемпионом Уругвая десять раз. Он пришёл в команду, которая стала чемпионом страны в 1939 года, и помог выиграть «Насьоналю» ещё 4 подряд чемпионата, внеся существенный вклад в это «Золотое пятилетие» — единственный период в истории «Насьоналя», когда клуб выигрывал подряд пять чемпионатов Уругвая (у «Пеньяроля» было два таких периода).
В 1949 году Шуберт выступал за «Кукуту Дупортиво», в то время в Колумбии собрали многих звёзд мирового футбола, в том числе игроков национальных сборных Уругвая, Аргентины, Англии, Шотландии и других стран.
По возвращении из Колумбии, продолжил выступления в родном «Насьонале», где и завершил карьеру футболиста. В 1960 году ненадолго вернулся на поле в составе команды «Мар-де-Фондо».
С 1941 по 1952 год Шуберт Гамбетта провёл 36 матчей за сборную Уругвая, забив в них 3 гола. В 1950 году со своей сборной Гамбетта стал чемпионом мира по футболу, причём он был одним из немногих представителей «Насьоналя» в сборной, поскольку в то время большая часть игроков представляла «Пеньяроль». Гамбетта также был чемпионом Южной Америки 1942 года. В 1954 году Шуберт поехал на чемпионат мира в Швейцарию, но в последний момент получил травму и следил за первенством уже не будучи включённым в заявку как игрок.
Шуберт Гамбетта — автор одного из футбольных финтов, когда соперник обыгрывается на очень небольшом пространстве. Этот финт получил название «Гамбета» (с одной буквой т).
Шуберт Гамбетта умер в 1991 году в возрасте 71 года. У него остались дочь Андреа и сын Алехандро.

## Титулы и достижения
Насьональ
- Чемпион Уругвая (10): 1940, 1941, 1942, 1943, 1946, 1947, 1950, 1952, 1955, 1956
- Вице-чемпион Уругвая (6): 1944, 1945, 1949, 1951, 1953, 1954.
- Обладатель Кубка славы (Torneo de Honor) (7): 1940, 1941, 1942, 1943, 1946, 1948, 1955
- Победитель Турнира Компетенсия (4): 1942, 1945, 1948, 1952
- Победитель Турнира Куадрангулар[4] (4): 1952, 1954, 1955
- Победитель Кубка Альдао (3): 1940, 1942, 1946

Сборная Уругвая
- Чемпион мира: 1950
- Чемпион Южной Америки: 1942
- Кубок Рио-Бранко (2): 1946, 1948
- Участник символической сборной чемпионата мира 1950